# Pecetto di Valenza
Pecetto di Valenza est une commune italienne de la province d'Alexandrie dans la région du Piémont en Italie.

## Géographie
Village de 1 169 habitants situé à quelques kilomètres de la rive sud du Pô.

## Histoire
À l'origine, il était connu sous le nom de Pecetum Valentinum car il était situé près de l'actuelle Valenza, un poste important à l'époque pour surveiller les traversées du Pô. Il était construit autour d'une grande villa, une structure économique typique de l'élite de la République et du premier empire romain, une combinaison de résidence de campagne et de ferme.
Il a probablement été évangélisé par l'évêque Syr de Pavie, et après la domination lombarde, il est devenu partie intégrante du marquisat du Montferrat vers l'an mille, avant de devenir un fief de l'évêque de Verceil et des seigneurs d'Occimiano aux XIe et XIIe siècles.
Sa position dominante sur une branche de la Via Julia Augusta, qui menait à l'actuelle Asti et dont les vestiges ont été découverts dans la région de Pellizzari en bordure de la route provinciale moderne, en faisait un lieu d'une grande importance économique et militaire. Au sommet de la falaise de tuf qui domine la partie nord du village, un château a été construit, mentionné dans une bulle impériale du XIIIe siècle qui énumère les avantages accordés aux marquis de Monferrat. Il ne reste aujourd'hui que les fondations d'une tour et le nom "La Rocca", qui désigne l'emplacement, juste derrière l'édifice communal moderne. 
Pecetto a en effet été longtemps disputé entre les Visconti et les Alérame et, une fois annexé au duché de Milan, a été impliqué dans la guerre entre les Français et les Espagnols pour la domination en Italie, au cours de laquelle le château a été détruit en 1557.
Après être passé sous le contrôle de la Maison de Savoie, il n'y a pas eu d'événements particuliers pendant les périodes napoléonienne, du Risorgimento et moderne, à l'exception de son utilisation comme poste d'observation des mouvements de l'armée autrichienne par Victor-Emmanuel II pendant la seconde guerre d'indépendance, témoignant ainsi de son importance militaire.

## Économie
L'économie du pays repose sur les activités agricoles et artisanales liées à la fabrication de bijoux, en raison de la proximité de Valenza, dont il a attiré un certain nombre d'habitants attirés par le panorama du lieu. Sa situation sur une longue et verte colline orientée du sud au nord en fait également une destination idéale pour les excursions à vélo, avec des montées difficiles depuis Alessandria à travers Valle San Bartolomeo et depuis Valenza à travers Pellizzari ou le long de la route Citerna.

## Culture
- Église Santa Maria e San Remigio (it).

Le projet de récupération et d'ouverture au public de "La Rocca" en tant que jardin botanique et parc astronomique a été mis en place en 1996 et achevé en 2009 en tant que contribution pour l'année mondiale de l'astronomie grâce à la contribution de l'administration communale et du groupe d'astronomes amateurs "Galileo" d'Alessandria.
Le site de l'ancien château abrite une collection d'anciens instruments astronomiques comprenant des méridiennes, des cercles, des piédestaux et une grande rose des vents, ainsi que des emplacements pour l'installation de télescopes.
Le "Sentier des Planètes" est un parcours qui se développe sur le périmètre de la falaise et qui abrite à des distances proportionnelles à la distance relative du Soleil, les symboles, les images, les données relatives aux principaux corps du système solaire. Le parc abrite des espèces végétales locales, des indications naturalistes, géographiques et historiques ainsi qu'un point de vue panoramique à son extrémité nord, correspondant aux fondations de la tour, équipé d'une station météorologique. 
"La Rocca" accueille des événements, des cours de sciences naturelles et d'astronomie au profit des étudiants de la province d'Alessandria et des soirées publiques d'observation et de diffusion astronomique à l'occasion d'événements célestes particuliers, dans des conditions de pollution lumineuse acceptable grâce à sa position surélevée par rapport au village. Elle est accessible depuis la cour arrière de l'immeuble communal.

## Administration
| Période                                  | Période | Identité | Étiquette | Qualité |
| ---------------------------------------- | ------- | -------- | --------- | ------- |
|                                          |         |          |           |         |
| Les données manquantes sont à compléter. |         |          |           |         |

### Communes limitrophes
Alessandria del Carretto, Bassignana, Montecastello, Pietra Marazzi, Valenza